# Clube Atlético Cambé
O Clube Atlético Cambé (conhecido como Cambé e cujo acrônimo é CAC) é um clube de futebol profissional brasileiro da cidade de Cambé, norte do Paraná. Fundado em 13 de março de 1989, suas cores são Preto e o Branco, a equipe manda os seus jogos no  Estádio da Curva, com capacidade para 1.700 pessoas.[carece de fontes?]

## História
O clube foi fundado em 13 de março de 1989, a equipe foi formada na tentativa de resgatar a história do futebol cambeense. Jogou por alguns anos a segunda divisão durante a década de 1990 e parando até 2006, quando retorna graças à prefeitura e a empresários.
Em 2007, a Portuguesa estava descontente com o público e a impressa londrinense e tentou buscar casa nova em Cambé. Durante um ano mandou seus jogos na cidade vizinha e utilizou as cores do CAC, porém, junto a federação a inscrição era da Portuguesa. Foram duas competições, a Copa Paraná de 2007 e o Paranaense 2008. Após o Paranaense, com o rebaixamento da equipe, cada um seguiu seu caminho.
Em 2015, o CAC foi o vice-campeão da Terceira Divisão Paranaense. Porém, no ano seguinte, desistiu da disputa da segunda divisão.

## Campanhas de destaque
- Vice-Campeão da Terceira Divisão Paranaense: 2015.[6]